# Onésimo (pintor)

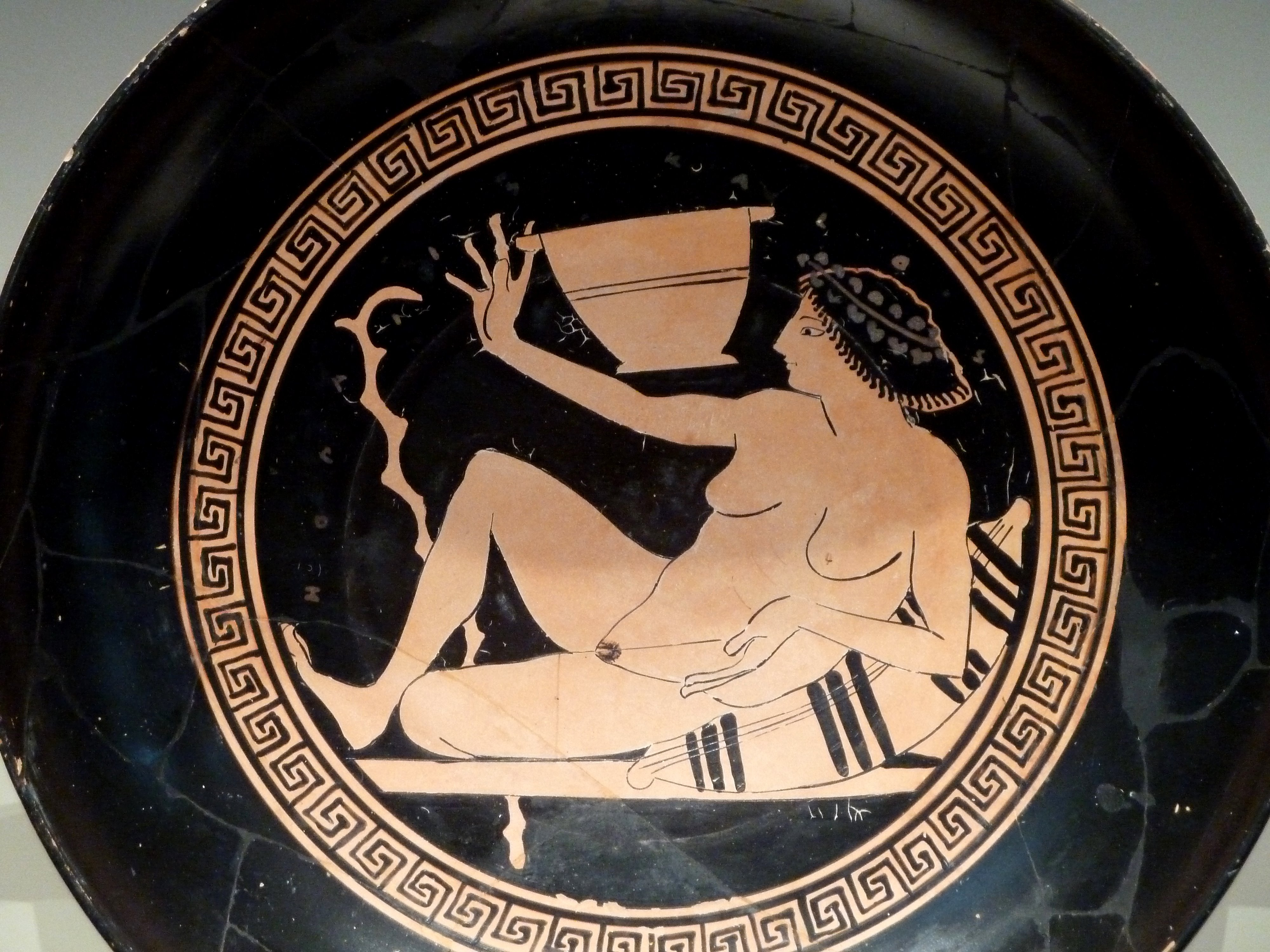
Hetera jugando al cótabo. Tondo de kílix, circa 500 a. C. (Getty Villa, Malibú), n.º inv. 12036.

Onésimo (en griego antiguo: Ονήσιμος/Onesimos) fue un pintor de la Antigua Grecia, originario del Ática. Activo en Atenas entre el 505 y el 485 a. C., y se formó con el Grupo pionero.
Fue principalmente un pintor de kílices, principalmente del tipo B, de figuras rojas, en gran parte creadas en el alfar de Eufronio, quien firmó como pintor la única copa conjunta que se ha conservado con el nombre de Onésimo, conservada en el Museo del Louvre (inv. B2). Fue también autor de diversas copas de fondo blanco, una pequeña serie de kílices de alta calidad, cuya producción inició el periodo de actividad de Onésimo.
Onésimo prefería pintar escenas de la vida cotidiana. Las escasas representaciones de mitos en su producción son obras excepcionales, como el gran kílix con escenas de Iliupersis, firmada por Eufronio como pintor, cuyo tema único guarda una estrecha relación entre el vaso y decoración. Se trata de uno de los más antiguos ejemplos conocidos de la rara tipología de kílix de tipo C, cuyo fuste robusto es más adecuado para la dimensión de este grandísimo kílix (46 cm de diámetro]), respecto a la elegante delicadeza del tipo B. La decoración es inusual, con un friso figurado que circunda el tondo central, entre el borde y otro friso con meandros. En el tondo se representa la muerte de Príamo a manos de Neoptólemo, en cuyo friso hay otros episodios del ciclo de la Iliupersis . En el exterior se encuentra el episodio del alejamiento de Briseida de Aquiles y un combate entre dos personajes tentadoramente identificados como Áyax el Grande y Héctor.

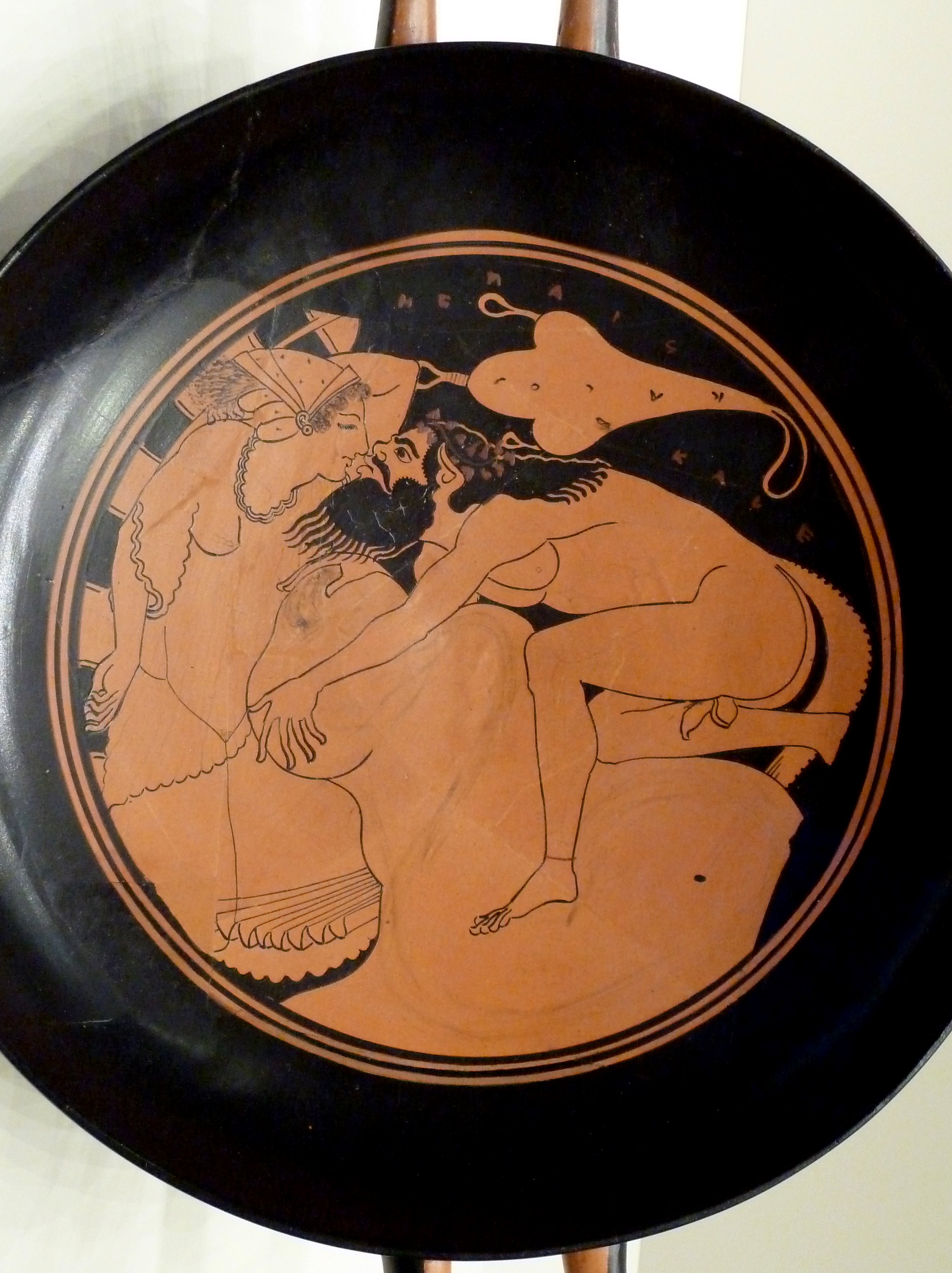
Tondo con escena de sátiro y ninfa, Kílix de c. 500-490 a. C. atribuido a Onésimo, en Getty Villa, nº. inv. 14943.

Fue alumno de Eufronio, para quien parece haber trabajado exclusivamente como alfarero (más tarde quizás brevemente como pintor). Esto está atestiguado por un kílix de figuras rojas del Museo del Louvre, que representa a un jinete, que Eufronio pintó después del final de su carrera como pintor. Firmado como alfarero y Onésimo como pintor: Eufronio se firmó a sí mismo en el tondo de la copa, mientras que una firma fragmentaria en el exterior, apenas visible hoy en día, identifica a Onésimo como pintor.). Se conservan alrededor de 150 de sus obras. Al menos 10 vasos (en su mayoría copas), decorados con sus pinturas, llevan la firma de Eufronio como alfarero, y otros se le han atribuido principalmente sobre la base de sus características estilísticas pictóricas. Sus obras son en muchos aspectos similares a las del maestro Eufronio, quien lo influyó después de años de colaboración. 
Un kílix de figuras rojas procedente de Boston (Massachusetts) (MFA 95.27 del Museo de Bellas Artes), particularmente pederasta, lleva las inscripciones PANAITIOS KALOS (Panaitios es guapo) y KALOS HO PAIS (el chico es guapo).
Onésimo usó el nombre Paneto para algunas de sus inscripciones kalós, lo que llevó a muchos a creer que hubo un pintor llamado Paneto que trabajó antes que él (por ejemplo, el arqueólogo clásico británico John Beazley). Hoy en día, la mayoría de los expertos están convencidos de que se trata del mismo artista. Otro ejemplo similar son las tres copas de figuras rojas pintadas por Onésimo, que llevan la inscripción "LYKOS KALOS" ("Lykos es guapo").
Sus pinturas de Onésimo están cuidadosamente dispuestas para adaptarse a la forma del vaso. Su gama de temas pictóricos era extremadamente diversa. Prefería escenas de la vida cotidiana, escenas de simposios (a menudo inmorales), quizás sobre todo escenas de palestra ("de la escuela de lucha libre)",  y rara vez trataba mitos.
El barniz de los vasos de Onésimo es bastante mate y, en su mayoría, se aplica a rayas; las figuras se delinean con un pincel relativamente grueso. La superficie de muchos de sus jarrones está mal conservada (quizás debido a la composición del barniz). Un simple meandro quebrado (un adorno formado por una línea rectangular quebrada) es típico de Onésimo como marco para un tondo, es decir, una pintura circular en el fondo de la copa. Experimentó con las posibilidades técnicas de su oficio, contribuyendo significativamente al desarrollo de la técnica de fondo blanco. En la cúspide de su carrera, fue quizás el pintor de jarrones más hábil de Atenas.